# Huta Katowice

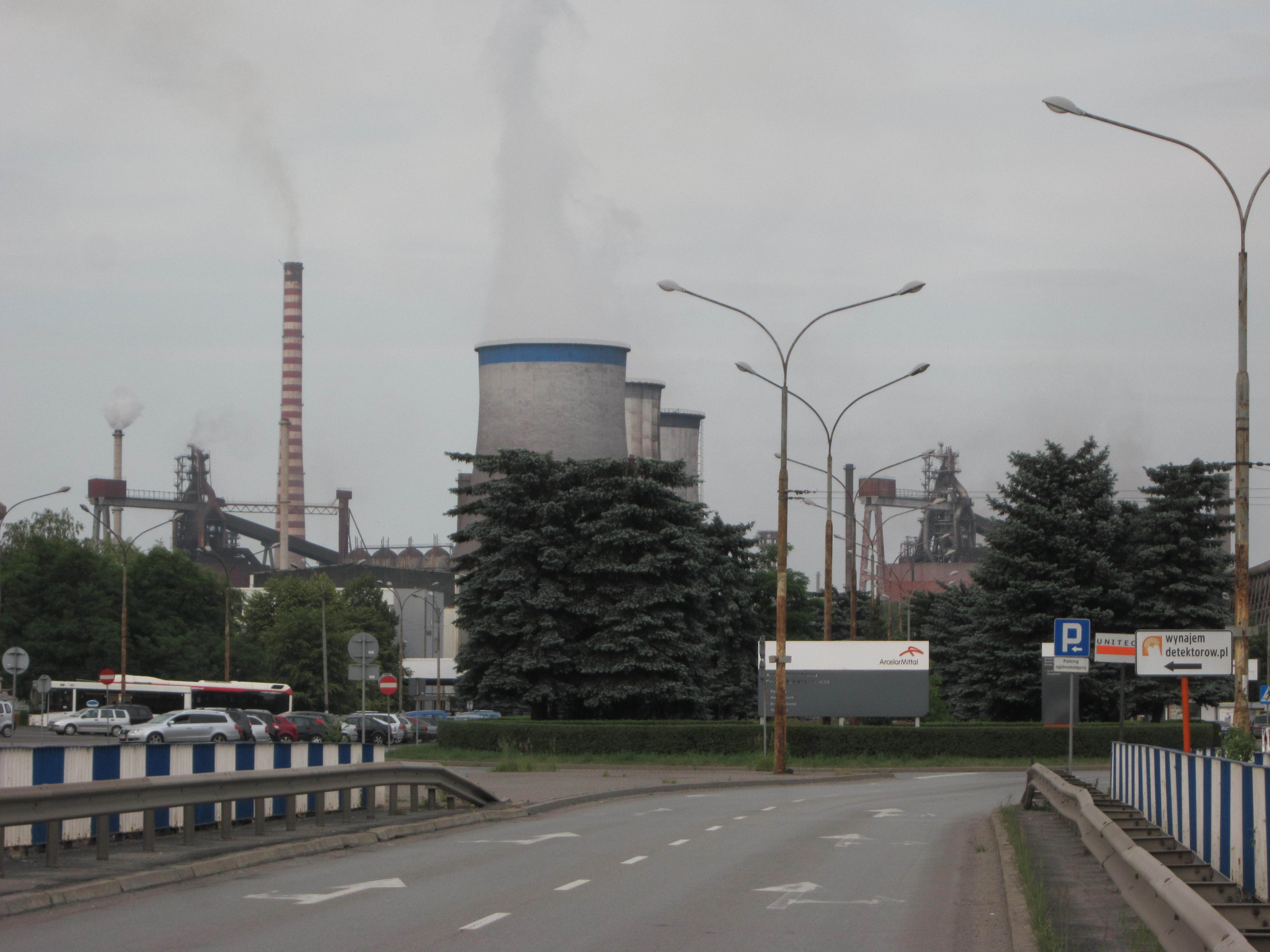
Widok na Wielkie Piece i Elektrownię

Huta Katowice (obecnie ArcelorMittal Poland Oddział w Dąbrowie Górniczej, wcześniej Mittal Steel Poland, Ispat Polska Stal S.A., Polskie Huty Stali SA) – kombinat metalurgiczny w Dąbrowie Górniczej zajmujący się hutnictwem żelaza.

## Historia huty
Jako miejsce lokalizacji huty ustalono obszar o powierzchni ponad 1000 ha w Zagłębiu Dąbrowskim, pomiędzy Gołonogiem, Ząbkowicami Będzińskimi, Łośniem i Strzemieszycami. Decyzja o wybudowaniu w tym miejscu ówcześnie największego i najnowocześniejszego w PRL kombinatu metalurgicznego zapadła na VI Zjeździe PZPR, a podjęta została de facto przez Edwarda Gierka.
Skutkiem tej decyzji, nie licząc rozpoczęcia 15 kwietnia 1972 budowy samego zakładu, były późniejsze ogromne zmiany struktury gospodarczej i społecznej na skalę całego kraju. Oprócz zupełnego przeobrażenia zagłębiowskiego regionu, polegającego zarówno na poważnych zmianach urbanistycznych, jak i fali migracji ludności (szczególnie z terenów wschodniej Polski), równocześnie rozpoczęto realizację innych, wielkich inwestycji centralnych, takich jak budowa Linii Hutniczo-Siarkowej wraz z taśmociągiem transportowym rudy żelaza, czy dziesiątków zakładów pomocniczych. Wymiernej, sumarycznej wartości pieniężnej tej decyzji nigdy nie ustalono.
Obecnie Oddział w Dąbrowie Górniczej wyposażony jest w m.in. trzy wielkie piece, dwie walcownie (Walcownia Duża i Walcownia Średnia), stalownie z trzema konwertorami tlenowymi, trzy linie ciągłego odlewania stali oraz własną elektrociepłownię. W roku 2006 w zakładzie zatrudnionych było 4073 osób (nie licząc grupy pracowników zatrudnionych w spółkach zależnych). W styczniu 2014 roku Walcownia Duża, jako jeden z nielicznych zakładów na świecie, rozpoczęła produkcję szyn kolejowych o długości 120m.

### Kalendarium
- 1971
  - wrzesień – podjęcie przez Prezydium Rządu PZPR decyzji o rozpoczęciu prac przygotowawczych do budowy głównego surowcowego zakładu hutniczego Polski Ludowej, jako elementu wielkiego, częściowo propagandowego planu, którego zamierzeniem było uporządkowanie całego sektora hutnictwa stali;
  - 22 października – nadanie powołanemu na stanowisko dyrektora zakładu Kazimierzowi Budzyńskiemu pierwszego pracowniczego numeru ewidencyjnego (tytuł honorowy Pierwszego Pracownika przyznano Leonidowi Breżniewowi);
- 1972, 15 kwietnia – rozpoczęcie – we współpracy z ZSRR i przy zaangażowaniu ok. 50 tysięcy pracowników – prac ziemnych i budowlano-montażowych na obejmującym około 2500 ha terenie (w większości zalesionym lasami Puszczy Łosieńskiej, przeciętym jedynie drogą do Łośnia) placu budowy zakładu o roboczej nazwie Huta Centrum; umiejscowienie pierwszej siedziby w budynku użyczonym od Huty im. F. Dzierżyńskiego obecnie Huty Bankowa (przy ul. Jana III Sobieskiego w Dąbrowie Górniczej);
- 1974 – odznaczenie Budowy Huty Katowice Orderem Sztandaru Pracy I klasy;
- 1975 – rozpoczęcie pracy pierwszego wydziału zakładu (mechaniczno-konstrukcyjnego);
- 1976
  - maj – utworzenie Kombinatu Metalurgicznego Huta Katowice P.P., włączenie w jego skład – oprócz Huty Katowice w Budowie – również Huty im. F. Dzierżyńskiego w Dąbrowie Górniczej oraz Zakładów Koksowniczych im. Powstańców Śląskich w Zdzieszowicach;
  - 30 września – rozruch walcowni półwyrobów;
  - 2 grudnia, godz. 7:00 – rozpalenie wielkiego pieca nr 1;
  - 3 grudnia, godz. 4:20 – pierwszy spust 30 ton surówki z wielkiego pieca nr 1; dwadzieścia minut później – złożenie oficjalnego meldunku Edwardowi Gierkowi;
  - 10 grudnia, godz. 21:00 – rozruch stalowni, rozpoczęcie wygrzewania konwertora tlenowego nr 1;
  - 11 grudnia, godz. 9:10 – pierwszy wytop 300 ton stali z konwertora tlenowego nr 1;
- 1977
  - 4 lutego – otwarcie linii tramwajowej prowadzącej z zagłębiowskich miast pod bramę główną zakładu;
  - 6 kwietnia – rozruch walcowni ciągłej kęsów;
  - 26 września – rozruch gorący walcowni średniej, oznaczający rozpoczęcie właściwej produkcji; jednoczesne pojawienie się pierwszych problemów z zaopatrzeniem zakładu w surowce;
  - 30 grudnia – pierwszy spust surówki z wielkiego pieca nr 2;
  - uruchomienie konwertora tlenowego nr 2;
- 1978
  - 24 czerwca – rozruch walcowni dużej, oznaczający zakończenie pierwszego etapu budowy;
  - 27 czerwca – start Sojuza 30 ze sztandarem Huty Katowice na pokładzie;
- 1979, listopad – otwarcie Linii Hutniczo-Siarkowej, stanowiącej odtąd podstawową drogę zaopatrzenia zakładu w surowce oraz – wybudowanych z uwagi na militarną lokalizację zakończenia tej linii pośród lasów – bazy przeładunkowej i naziemnego taśmociągu transportowego do huty;
- przełom lat 70. i 80. – wsparcie przez zakład wielkich budowlanych inwestycji mieszkaniowych w miastach Zagłębia oraz Katowicach, Olkuszu; sukcesywne przekazywanie kolejno oddawanych lokali mieszkalnych pracownikom zakładu (większość imigrantów zamieszkiwała do tego czasu w prowizorycznych budynkach, zlokalizowanych w największej ilości na terenie Gołonoga);
- 1981
  - 12/13 grudnia (nocą) – internowanie 41 członków „Solidarności”, odzew załogi na wprowadzenie stanu wojennego w postaci ogłoszenia głośnego, trwającego 11 dni strajku okupacyjnego, początek stanu oblężenia zakładu, a zarazem wielu ludzkich tragedii hutników i ich najbliższych (w szczególności: późniejsze internowanie kolejnych 51 pracowników, skazanie kilkunastu na kary pozbawienia wolności, masowe zwolnienia);
  - 23 grudnia – pacyfikacja zakładu;
- 1984 – włączenie w struktury kombinatu Koksowni Przyjaźń w Dąbrowie Górniczej – Strzemieszycach Małych;
- 1986
  - włączenie w struktury kombinatu Zakładu Przerobu Złomu w Dąbrowie Górniczej – Piekle (obecnie Przedsiębiorstwo Przerobu i Obrotu Złomem Metali „HK-Cutiron” Sp. z o.o. w Dąbrowie Górniczej);
  - 23 grudnia – pierwszy spust surówki z wielkiego pieca nr 3;
- 1987 – rozpoczęcie działalności zakładowego Biura Handlu Zagranicznego;
- 1988 – włączenie w struktury kombinatu Zakładu Przerobu Złomu w Swarzędzu;
- początek lat 90. – stopniowe zarzucanie wykorzystywania Linii Hutniczo-Siarkowej do zaopatrzenia zakładu w surowce;
- 1991
  - 24 lipca – przekształcenie Kombinatu Metalurgicznego Huta Katowice w Hutę Katowice S.A. J.S.S.P.;
  - uruchomienie urządzenia do głębokiego odsiarczania stali;
- 1993 – wybudowanie stanowiska do argonowania i podawania drutu do kadzi;
- 1994
  - zainstalowanie palników poziomego wygrzewania kadzi;
  - rozpoczęcie przez załogę jednego z najdłuższych w polskim hutnictwie strajku na tle płacowym;
- 1995
  - 2 lipca – rozruch pierwszej linii ciągłego odlewu stali (COS);
  - przekształcenie stalowni w Zakład Stali i Półwyrobów;
  - 16 sierpnia – uzyskanie certyfikatu systemu zapewnienia jakości ISO 9002;
  - wybudowanie stanowiska do próżniowego odgazowania stali;
  - modernizacja instalacji palników pionowego wygrzewania kadzi;
- 1995–1999 – inwestycje proekologiczne:
  - modernizacja elektrofiltrów odpylających taśmy spiekalnicze w aglomerowni,
  - modyfikacja technologii procesu spiekania,
  - uruchomienie instalacji odzysku ciepła z taśmy spiekalniczej,
  - zmodernizowanie młynów węglowych oraz obrotowych podgrzewaczy powietrza w elektrociepłowni;
- 1996–2001 – wielkoskalowa restrukturyzacja zakładu (redukcja kosztów): wyodrębnianie zakładów uprzednio włączonych w struktury kombinatu oraz przekształcanie dotychczasowych wydziałów huty w spółki zależne, część z nich nie sprostała wymaganiom rynku (brak otwarcia na rynki zewnętrzne, niekonkurencyjność) i w konsekwencji zostały postawione w stan upadłości;
- 1996 – wybudowanie instalacji naprowadzania żużlu do kadzi;
- 1997 – uruchomienie konwertora tlenowego nr 3;
- 1998
  - 6 lutego – rozruch drugiej linii ciągłego odlewu stali (COS);
  - wykonanie instalacji argonowania;
- 1999
  - 12 kwietnia – otrzymanie nagrody Najwybitniejszego Polskiego Eksportera w konkursie Rynków Zagranicznych; gratulacje Prezydenta Rzeczypospolitej Polskiej, Aleksandra Kwaśniewskiego;
  - 1 lipca – wyłączenie ze struktury kombinatu Zakładów Koksowniczych im. Powstańców Śląskich w Zdzieszowicach;
  - 14 października – rozruch instalacji odzysku gazu konwertorowego na konwertorze tlenowym nr 3[4];
- lata 90. – pięciokrotne zmniejszenie emisji pyłów przemysłowych, zredukowanie o połowę emisji dwutlenku węgla oraz zużycia wody;
- 2000
  - 27 stycznia – uruchomienie nowej tlenowni;
  - nastanie kryzysu finansowego grożącego zamknięciem zakładu generującego coraz większe straty;
  - 14 listopada – nadzwyczajna sesja Rady Miejskiej w Dąbrowie Górniczej poświęcona dramatycznej sytuacji ekonomicznej Huty Katowice oraz konsekwencjom jakie mogą wyniknąć dla miasta i całego Zagłębia z powodu potencjalnego bankructwa zakładu;
- 2001
  - 2 kwietnia – rozruch instalacji odzysku gazu konwertorowego na konwertorze tlenowym nr 1[4];
  - 11 czerwca – zablokowanie rachunków bankowych;
  - 15 października – uzyskanie certyfikatu zarządzania środowiskowego ISO 14001;
  - 28 września – uzyskanie certyfikatu zgodności z wymogami normy PN-N-18001;
  - 14 października – 5 grudnia – unieruchomienie jednej z linii ciągłego odlewu stali (COS);
  - 20 października – podpisanie przez Prezydenta Rzeczypospolitej Polskiej, Aleksandra Kwaśniewskiego, rozporządzenia o odznaczeniu 35 pracowników Krzyżami Zasługi;
  - 19 listopada – zamieszczenie zakładu w wykazie hut podlegających restrukturyzacji;
  - 18 grudnia – jubileuszowe obchody 25-lecia Huty Katowice (jako kombinatu metalurgicznego);
- 2003
  - 1 stycznia – wejście zakładu w skład koncernu – spółki Polskie Huty Stali S.A. pod nową nazwą Oddział Dąbrowa Górnicza;
  - 27 października – sprzedaż udziałów Skarbu Państwa w Polskich Hutach Stali S.A. kontrolowanej przez hinduskiego biznesmena Lakshmi Mittala Spółce LNM Holdings NV;
- 2004
  - 20 maja – zarejestrowanie spółki Ispat Polska Stal S.A. – następcy prawnego Polskich Hut Stali S.A.;
  - lipiec – rozruch prasy filtracyjnej szlamu;
- 2005
  - 14 stycznia – zmiana nazwy Ispat Polska Stal S.A. na Mittal Steel Poland S.A. oznaczająca dla Huty Katowice wejście w struktury największego koncernu stalowego świata;
  - planowane rozpoczęcie budowy trzeciej linii ciągłego odlewu stali (COS), której rozruch przewidywany był na październik 2006;
  - planowany remont wielkiego pieca nr 2 (zakończony w roku 2014)

## Produkcja, wyroby
Potencjał produkcyjny zakładu (w mln ton stali rocznie):
- planowany – 9,5
- rzeczywisty – 5,5
- w perspektywie – rozbudowy 11

Wydajność COS – 3 mln ton stali rocznie
Produkcja (w mln ton stali rocznie):
- 1978 – 4,2
- 1980 – 4,5
- 1997 – 4,87 (maksymalna)

Zatrudnienie:
- w hucie:
  - 1992 – 23 240
  - 1993 – 22 306
  - 1994 – 22 748
  - 1995 – 22 690
  - 1996 – 20 332
  - 1997 – 15 971
  - 1998 – 14 294
  - 1999 – 7268
  - 2000 – 6 416; spadek absencji chorobowej o 25%
  - 2001 – 5170
- w spółkach wydzielonych:
  - 1997 – 3519
  - 1998 – 4157
  - 1999 – 6233
  - 2000 – 6328
  - 2001 – 7035

Upadłości spółek wydzielonych:
- 2002 – HK-Inwesthut (ok. 100 pracowników)
- 2002 – HK-Zakład Mieszkaniowo-Remontowy (ok. 600 pracowników)

## Odniesienia w kulturze
- Sceneria budowy Huty Katowice stanowiła tło dla serialu telewizyjnego Ślad na ziemi z 1978.

## Inne znaczenia
Termin Huta Katowice użyty został również do nazwania:
- audycji radiowej Huta Katowice ma głos, nadawanej na falach I Programu Polskiego Radia w czasie budowy zakładu,
- statku pływającego pod banderą PŻM w latach 1976–2002 (m/s Huta Katowice),
- klubu żeglarskiego w Chełmie Śląskim.